# Tomlinella
Tomlinella là một chi ốc biển nhỏ, là động vật thân mềm chân bụng sống ở biển trong họ Rissoidae.

## Các loài
Các loài trong chi Tomlinella gồm có:
- Tomlinella chagosi Viader, 1938[2]